# Faderskap i Sverige
Socialnämnden har enligt föräldrabalken skyldighet att fastställa faderskap till barn vars föräldrar inte är gifta med varandra vid barnets födelse. En förutsättning för socialnämndens utredningsskyldighet är att barnet har hemvist i Sverige.
Faderskapet kan fastställas antingen genom dom eller mannens skriftliga bekräftelse.
Skall faderskap fastställas genom dom, ska rätten förklara en man vara far, om det genom en genetisk undersökning är utrett att han är barnets far. Rätten ska också förklara en man vara far, om det är utrett att han har haft samlag med barnets mor eller att en insemination eller befruktning utanför moderns kropp har skett med hans spermier under den tid då barnet kan vara avlat och det med hänsyn till samtliga omständigheter är sannolikt att barnet har avlats av honom.
Talan om fastställande av faderskap väcks av barnet. I vissa fall förs barnets talan av socialnämnden. Har modern vårdnaden om barnet, får hon alltid föra barnets talan, även om hon inte har uppnått myndig ålder. Talan får vidare alltid föras av en särskilt förordnad vårdnadshavare för barnet. Pågår mål om fastställande av faderskap, kan frågan om faderskapet till barnet prövas endast i det målet. Talan får i samma mål föras mot flera män.
Mannens bekräftelse ska vara skriftlig och bevittnad av två personer. Den ska skriftligen godkännas av socialnämnden och av modern eller en särskilt förordnad vårdnadshavare för barnet.
När faderskapet har fastställts, innebär detta att barnet får umgängesrätt med sin far, rätt till underhåll,  rätt att bära sin faders efternamn och rätt att ärva. Ett fastställt faderskap innebär också att fadern kan bli vårdnadshavare för barnet och att han är arvsberättigad om barnet skulle avlida före honom.